# Mihtarlam (distrikt)
Mihtarlam, eller Mehtar Lam, är ett distrikt i Afghanistan. Det ligger i provinsen Laghman, i den östra delen av landet, 90 kilometer öster om huvudstaden Kabul. Administrativ huvudort är Mihtarlam.
Distriktet beräknades år 2022 ha cirka 152 000 invånare.